# Лапин, Виктор Фёдорович
Виктор Фёдорович Лапин (8 декабря 1932 — 21 июля 2006, Москва, Россия) — автогонщик, спортивный деятель СССР и России.

## Биография
Двукратный чемпион СССР по автомобильному спорту, Мастер спорта СССР, судья республиканской категории, Заслуженный тренер РСФСР, кавалер Почётного знака Олимпийского Комитета России.
Работал главным тренером ЦК ДОСААФ СССР по автоспорту, председателем Всесоюзного тренерского совета по автомобильному спорту.
В постсоветской России был у истоков создания Российской автомобильной федерации.
Скончался 21 июля 2006 года. Похоронен 25 июля 2006 года на Троекуровском кладбище.
19-20 июля 2008 года на трассе АДМ в Мячково прошёл этап Кубка Северной Европы в классе Формула-3 памяти Виктора Лапина.